# Melitaea fulminans
Melitaea fulminans är en fjärilsart som beskrevs av Otto Staudinger 1886. Melitaea fulminans ingår i släktet Melitaea och familjen praktfjärilar. Inga underarter finns listade i Catalogue of Life.